# Babusch

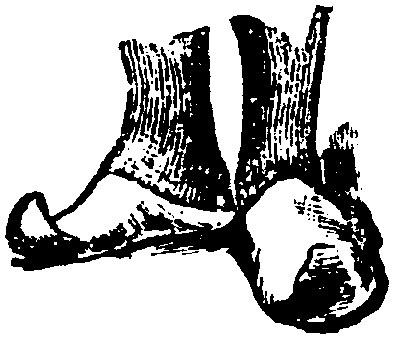
Ett par babuscher

En babusch är ursprungligen en österländsk sko med en mjuk överdel och spetsig näsa samt utan klack och bakkappa. Den kallas också för 'turkisk toffel'.